# Rockotitlán
Rockotitlán fue un foro mexicano creado en 1985 por Sergio y Fernando Arau, integrantes de la banda de rock Botellita de Jerez, en la Ciudad de México. Denominado "lugar del rock", se caracterizaba por presentar grupos alternativos y que no tenían donde tocar; además, era un lugar de esparcimiento y distracción entre los jóvenes. Algunas de las bandas más reconocidas del rock mexicano comenzaron tocando en el bar, como El Tri, Caifanes, Café Tacvba, La Maldita Vecindad, Santa Sabina, Las Víctimas del Doctor Cerebro, Kerigma,  Sistema, Coda, Culver, Tijuana No!, Los Lagartos, Ninot, Maná, Cuca, Ritmo Peligroso, Los Amantes de Lola, La Castañeda, La Lupita, Las Ultrasónicas, Fobia, Klon, Tex Tex, Mamá-Z y Neón. Asimismo Rockotitlán albergó las presentaciones de bandas de otros países como Héroes del Silencio.

## Historia
Fue inaugurado la noche anterior al terremoto del 19 de septiembre de 1985, cuando el rock en español estaba en auge. En su primera etapa, estuvo ubicado en la Avenida de los Insurgentes.  Tenía un mural que, evocando el movimiento del muralismo, representaba a los roqueros que más se presentaban en el lugar. Fue creado por el artista Gerardo Montagno, quien también se encargaba de la organización de las bandas, de la creación de los carteles, calendarios y su difusión.
En 1989, Tony Méndez rescató el lugar y lo llevó a la colonia Nápoles, donde se convirtió en mítico para en 2001 trasladarlo a Miramontes . En esta nueva etapa, y con apoyo de Jorge Pantoja, también se comercializaban distintos productos como discos, películas, libros, revistas, fanzines, ropa, pinturas, fotografías y carteles, tratando de llevar parte de la tradición del Tianguis Cultural del Chopo al sur de la ciudad.

## Cierre
Debido a problemas económicos, Rockotitlán cerró el 28 de marzo del 2004. En su última presentación, contó con la participación de Kenny y los Eléctricos y de El Tri, quienes intentaron apoyar para evitar el cierre.